# Brand-Erbisdorf
Brand-Erbisdorf es un municipio situado en el distrito de Sajonia Central, en el estado federado de Sajonia (Alemania), a una altitud de 480 metros. Su población a finales de 2016 era de unos 9600 habs. y su densidad poblacional, 200 hab/km².